# Selogražde
Sallagrazhdë en albanais et Selogražde en serbe latin (en serbe cyrillique : Селогражде) est une localité du Kosovo située dans la commune/municipalité de Theranda/Suva Reka et dans le district de Prizren/Prizren. Selon le recensement de 2011, elle compte 1 388 habitants, tous albanais.
Le village est connu sous plusieurs autres noms, dont celui, albanais, de Sallogragjë.

## Démographie

### Évolution historique de la population dans la localité
| 1948 | 1953 | 1961 | 1971 | 1981  | 1991  | 2011  |
| ---- | ---- | ---- | ---- | ----- | ----- | ----- |
| 503  | 553  | 646  | 819  | 1 031 | 1 463 | 1 388 |

|  |